# Abaré (Schiff)
Das brasilianische Hospitalschiff Abaré (deutsch: der Freund) fährt seit 2006 auf dem Rio Tapajós, um Patienten, die aufgrund der abgelegenen Lage ihrer Wohnorte keinen Zugang zum Gesundheitssystem hätten, mit seinen Dienstleistungen zu versorgen. In dem „schwimmenden Krankenhaus“ arbeiten zwei Ärzte, zwei Zahnärzte und acht Krankenpfleger. Zu seiner Ausstattung gehören vier Behandlungsräume, eine Apotheke und ein kleiner Operationsraum.
Das Schiff verkehrt in einem regelmäßigen monatlichen Turnus zu verschiedenen Liegeplätzen. Der Tapajós ist ein schiffbarer rechter Nebenfluss des Amazonas.

## Film
- Emilio Belmonte: Abaré – Hospitalschiff auf dem Rio Tapajós. Dokumentation, Frankreich, Brasilien, 2008. Länge: 43 Min.